# Hjortsvamp
Hjortsvampen (Elaphomyces granulatus) är en underjordisk sporsäcksvamp.
Dess fruktkropp är ofta potatisliknande och färgen ljust brun. Skalet är läderartat och omsluter en svart spormassa.